# Ravensthorpe kistérség
Koordináták: d. sz. 33° 36′, k. h. 120° 08′33.600000°S 120.133333°E

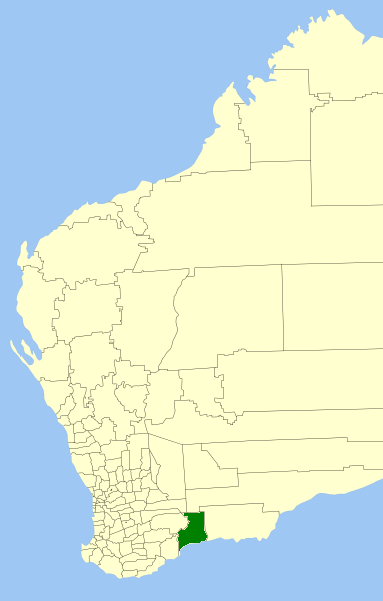
Ravensthorpe kistérség fekvése Nyugat-Ausztráliában

Ravensthorpe kistérség (angolul Shire of Ravensthorpe) Ausztrália Nyugat-Ausztrália tagállamának Goldfields-Esperance régiójában található az állam déli partvidékén, mintegy félúton Albany és Esperance között, Perthtől 530 kilométernyire délkeletre. A kistérség területe 13 551 km², központja Ravensthorpe. A kistérséget a South Coast Highway köti össze az állam és Ausztrália többi részével.

## Története
A Phillips River Road Districtet 1900-ban alapították, majd 1961. július 1-jén a kistérség elnevezése a maira változott.

## Földrajza
A kistérségben számos kisebb vízfolyás, illetve néhány folyó található, melyek az Annabell Creek, a Boaiup Creek, a Bandalup Creek, a Burlabup Creek, a Cardingup Creek, a Cordingup Creek, a Clayhole Creek, a Jerdacuttup-folyó, a Moolyall Creek, a Munglinup-folyó, az Oldfield-folyó és a Woodenup Creek.
A kistérségben található a Yilgarn-fennsík egy része, illetve a Ravensthorpe-hegység.

## Választói kerületek
A 2003-as választások idején a kistérség három választókerületből állt, melyek a következők:
- Ravensthorpe Ward (2 tanácsossal)
- Hopetoun Ward (2 tanácsossal)
- Rural Ward (3 tanácsossal) képviselteti magát.

## Városok és települések a kistérségben
- Ravensthorpe
- Desmond
- Fitzgerald River
- Hopetoun
- Jerdacuttup
- Kundip
- Munglinup

## Fordítás
Ez a szócikk részben vagy egészben  a   Shire of Ravensthorpe című angol Wikipédia-szócikk ezen változatának fordításán alapul.  Az eredeti cikk szerkesztőit annak laptörténete sorolja fel. Ez a jelzés csupán a megfogalmazás eredetét és a szerzői jogokat jelzi, nem szolgál a cikkben szereplő információk forrásmegjelöléseként.

## Külső hivatkozások
- Ravensthorpe kistérség hivatalos honlapja (angolul)